# Герб Мариинско-Посадского муниципального округа
Герб Мариинско-Посадского муниципального  округа Чувашской Республики. Герб утверждён Решением Собрания депутатов Мариинско-Посадского муниципального округа Чувашской Республики от 23 ноября 2022 № 4/1. 28 декабря 2004 года герб и флаг Мариинско-Посадского района внесены в Государственный геральдический регистр Российской Федерации с присвоением регистрационных номеров 1750 и 1751.

## Описание герба
«В лазоревом (синем, голубом) поле семикратно пересечённый серебряный и червлёный двухвостый лев с серебряными когтями, коронованный золотой малой Императорской короной и несущий в правой передней лапе золотую восьмиконечную, обращённую двумя лучами вверх, звезду и поверх всего в оконечности две золотые горы с зелёными вершинами, стоящими одна позади другой. В левой вольной части — законодательно установленная символика Чувашской Республики.»

## Обоснование символики
«Герб представляет собой геральдический щит, в голубом поле которого исторический символ Гессена и личного герба Её Императорского Величества Государыни Императрицы Марии Александровны — коронованный лев, разделённый серебряными и красными поясами, (полосатый лев), возникающий из-за золотой Государевой горы с двумя зелёными вершинами, несущий в лапе золотую восьмиконечную звезду.
Ещё древние признавали льва сильнейшим зверем в природе. В геральдике он олицетворяет силу и великодушие, гнев и милосердие, прозорливость и неистовство. Присутствие льва в эмблеме района говорит о его добром устройстве.
Необходимым символом герба Мариинско-Посадского района является Гессенский лев, так как Императрица Мария Александровна — дочь Людовика Второго, великого герцога Гессен-Дармштадтского, что является достаточным основанием для внесения в герб полосатого льва, коронованного малой Императорской короной и несущего в правой передней лапе путеводную звезду, которая символизирует район, как родину третьего космонавта СССР А. Г. Николаева.»

## История
В начале 90-х годов XX века существовала геральдическая эмблема Мариинского Посада на сувенирных значках, которая представляла собой: в лазоревом щите зелено-лазоревая корону с червлёным поясом и серебряными лентами. В зелёной главе щита чувашский орнамент в виде трёх серебряных фигурок, в средней — на червлёном поле цифры — 1856.

29 мая 2009 года решением собрания депутатов города Мариинский Посад № С-15/4 был утверждён муниципальный герб города и Положение о гербе. Описание герба: 
В голубом поле золотая малая Императорская корона (корона Императрицы), которая витает над золотой Государевой горой с двумя изумрудными вершинами, расположенной на правом живописном берегу Волги с крутыми склонами и холмами. Город Мариинский Посад назван в честь Императрицы Марии Александровны — супруги Александра II в 1856 году. Таким образом, в гербе города Мариинского Посада отражено его название и месторасположение. Герб с короной сопровождает девиз: «НЕОБИЖЕННО ЖИТЬ» — мечта народов всех времён.
14 декабря 2000 года главным герольдмейстером России Г. В. Вилинбаховым было подписано свидетельство о том, что герб на основании решения Геральдического совета при Президенте Российской Федерации внесён в Государственный геральдический регистр Российской Федерации за № 577. Автор герба города — геральдический художник Вадим Анатольевич Шипунов (г. Мариинский Посад).
29 марта 2022 года Законом N23 О преобразовании муниципальных образований Мариинско-Посадского района Чувашской Республики и о внесении изменений в Закон Чувашской Республики «Об установлении границ муниципальных образований Чувашской Республики и наделении их статусом городского, сельского поселения, муниципального района, муниципального округа и городского округа» муниципальные образования Мариинско-Посадского района как и сам муниципальный район преобразованы в округ.
Решением Собрания депутатов Мариинско-Посадского муниципального округа Чувашской Республики от 23 ноября 2022 № 4/1 гербом Мариинско-Посадского муниципального округа принято считать герб Мариинско-Посадского района Чувашской Республики, утверждённый решением Мариинско-Посадского районного Собрания депутатов от 27.06.2003 № С-20/10, зарегистрированный в Геральдическом Совете при Президенте Российской Федерации, внесённый в Государственный геральдический регистр Российской Федерации под регистрационным номером 1750 — официальным символом (гербом) Мариинско-Посадского муниципального округа Чувашской Республики. Признать утратившим силу решение Мариинско-Посадского районного Собрания депутатов от 27.06.2003 № С-20/10 «Об утверждении проекта Герба и флага Мариинско-Посадского района».